# Beirut Terraces
La Beirut Terraces è un grattacielo residenziale situato a Beirut, in Libano. Progettato da Herzog & de Meuron insieme alla Arup, ha 26 piani ed è alto 119,5 m. La costruzione dell'edificio è iniziata nel 2011 ed è terminata nel 2017.